# Вилијам Нил
Вилијам Нил (7. децембар 1637 – 24. август 1670) био је математичар и оснивач Краљевског друштва.
Његов најважнији математички рад, одређивање дужине полукубне параболе, реализовао је са 19 година, а објавио га је Џон Волиc. Израчунавање дужине лука криве дате у алгебарском облику односно прелазак на уопштене алгебраске криве помоћу Картезијанске геометрије, представљао је велики напредак ономе што ће постати инфитезимални рачун. Његово име се такође спомиње као Нил.

## Биографија
Најл је био рођен у Бишосторпу, најстарији син сер Пол Нејла, члана парламента из Рипона и Њуарка. Његов деда је био Ричард Најл, надбискуп Јорка. Уписао је Вадхам колеџ, Оксфорд као припадник трећег сталежа 1652. године, где је матурирао 1655. године. Професори су му били Џон Вилкинс и Сет Вард.
У 1657. постаје студент Мидл Темпла. Исте године је дао тачно исправљање полукубне параболе и поделио своје откриће са Вилијамом Брункером, Кристофером Реном и осталима у вези са Грешам колеџом. Његова демонстрација је објављена од стране Валиса у "De Cycloide" (1659).Општу формулу за исправљање користећи одређени интеграл је у ствари открио Хендрик ван Хјуерт 1659. године. 1673. године Валис је тврдио да је Кристијан Хјугенс, који је напредовао да би утицао на Хјуарта, омаловажавао приоритет Најла.
Најл је био изабран као члан Краљевског друштва 7. јануара 1663. године и за члана већа 11. априла 1666. године. Ушао је у расправу о теорији кретања, као критичар емпиријстичког става других чланова.Његова сопствена теорија кретања није објављена због непогодне рецензије Валиса 1667.
Ревизију је објавио друштву 29. априла 1669. године. Рајл се успротивио Вреновом. раду о сударима јер је недостајала дискусија о узрочности.Захтевао је дискусију о природи импулса. Његов рад је био увелико под утицајем идеја извучених из " De Corpore" Томаса Хобса.
Он је извршио је астрономска посматрања помоћу уређаја постављеног на крову куће његовог оца, "кућа на брду“ (касније названа Валтам место) у Вајт Валтаму у Беркширу, где је умро у својој 32. години. Бели мермерни споменик код парохијске цркве Вајт Валтама посвећено је њему и има урезану плочу на поду која обележава његово гробно место. Припадао је Државном савету краља Чарлса II.